# Normanton Down Barrow Group
De Normanton Down Barrow Group is een grafveld uit het neolithicum en de bronstijd. Het ligt ten zuiden van Stonehenge in Wiltshire, Engeland. De graven zijn gedateerd tussen 2600 en 1600 v. Chr. en bestaan uit een neolithisch long barrow en ongeveer 40 round barrows uit de bronstijd. Ze liggen op de top van een lage heuvelrug.
De aangetroffen grafgiften in de verschillende graven op het grafveld tonen aan dat deze begraafplaats voor mensen van hoge sociale status bedoeld was. Oudere mannen werden met hun dolk begraven en werden oorspronkelijk op de linkerzij in het graf gelegd. Waarschijnlijk waren deze mannen leiders van de gemeenschap. De locatie van de Normanton Down Barrow Group wijst er op dat het een speciaal grafveld was. Vanaf het grafveld kun je Stonehenge en andere heuvelruggen in elke richting zien liggen (behalve het noordwesten). In vergelijking met andere vergelijkbare grafvelden, bevat Normanton Down Barrow Group ongebruikelijk veel disc barrows ten opzichte van meerdere bell barrows en één saucer barrow. De meest bekende grafheuvel is de Bush Barrow, een vorstengraf.
De grafheuvels op dit grafveld zijn al onderdeel van de Salisbury Plain sinds 2000 v. Chr. Het onderzoek van grafheuvels was een populaire hobby van amateur archeologen in de 18e en 19e eeuw. In 1808 onderzochten William Cunnington en Sir Richard Colt Hoare meerdere grafheuvels, waaronder de Bush Barrow. Bijna al deze grafheuvels kwamen uit de bronstijd, maar de long barrow is ouder. Cunnington en Hoare beschreven vier menselijke resten die op een vreemde manier dicht op elkaar lagen in het oostelijke deel van de long barrow. Hoare publiceerde een gedetailleerde beschrijving van de opgraving in 1812. Ten zuiden van de long barrow is een ruimte aangetroffen die werd gebruikt voor excarnatie. Deze rechthoekige ruimte is uitgeploegd en werd ontdekt door luchtfotografie. Het werd afgegraven in 1959. 

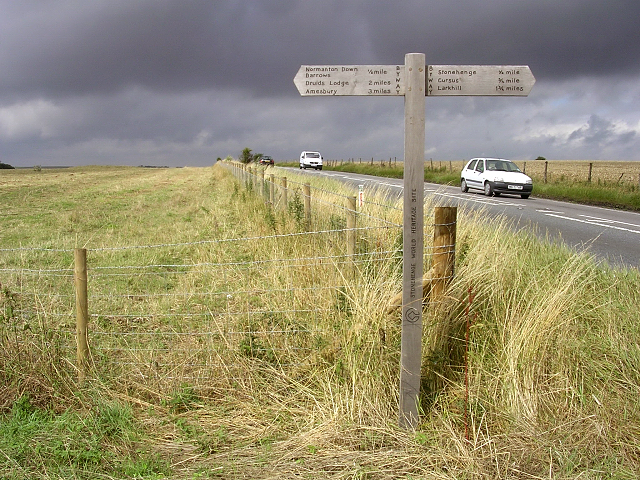
Richtingaanwijzer van Stonehenge, Avebury en bijbehorende plaatsen met daarop de Normanton Down Barrows, Druids Lodge, Amesbury, Stonehenge, The Cursus en Larkhill

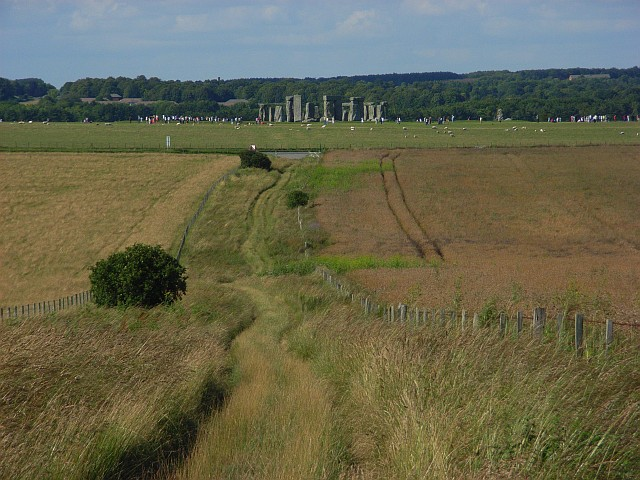
Stonehenge gezien vanuit de richting van Normanton Down

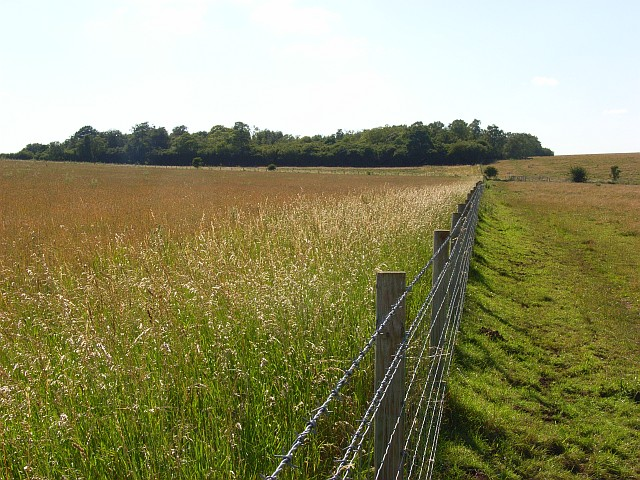
Normanton Down met het hek ter bescherming van het gebied door National Trust

In 1925 werd de omgeving betiteld als monument en door wetgeving beschermd. Sinds 1987 is de omgeving aangeduid als Werelderfgoed, als onderdeel van Stonehenge, Avebury en bijbehorende plaatsen, en werd verdere afgraving strikt gereguleerd. Recente studies richten zich op verder onderzoek van vondsten en veldwerk wat de bodem niet aantast. In 2007 startten onderzoekers van de Universiteit van Birmingham een onderzoek naar de artefacten die aangetroffen zijn in alle Britse barrows uit de bronstijd, waaronder de vondsten uit de Bush Barrow. In 2010 deed English Heritage een uitvoerig onderzoek naar de conditie van de grafheuvels als onderdeel van het Stonehenge World Heritage Site Landscape Project.
De Normanton Down Barrow Group toont de ontwikkeling van een complete bronstijd-begraafplaats. Vierentwintig grafheuvels worden bedekt door zes verschillende Scheduled Monument aanduidingen en ten minste vijfendertig overgebleven barrows werden geïdentificeerd door L.V. Grinsell in 1957. Ze ontstonden in verschillende periodes in de bronstijd. Er worden meerdere graven door één grafheuvel afgedekt, dit is karakteristiek voor deze omgeving. 
De vroege bronstijd werd gemarkeerd door graven uit de Klokbekercultuur. De graven bevatten verschillende grafgiften en werden meestal afgedekt door round barrows. De meeste van deze barrows hebben de tijd niet doorstaan, waardoor de graven moeilijk te vinden zijn. Men neemt aan dat deze graven vooral in het westen liggen, in gebieden die oudere long barrows en oval barrows bevatten. In latere tijden werden grafheuvels opgeworpen op al bestaande graven uit de Klokbekercultuur, waardoor onderzoekers deze konden vinden. Later veranderde het ontwerp van het grafveld enorm. Het lineaire grafveld ontstond op de heuvelrug. 
De meeste barrows werden opgeworpen aan het eind van de vroege bronstijd, maar er werden ook urnen uit de Deverel–Rimbury cultuur aangetroffen in een cluster van kleine grafheuvels. In deze tijd nam het aantal begrafenissen op Normanton Down af, waarschijnlijk werden de doden toen begraven in een opvallende plaats die bekendstaat als de Wilsford shaft; een dertig meter diepe schacht in een pond barrow uit de midden-bronstijd.